# Sección Femenina
Sección Femenina je bila ženska organizacija v okviru Španske falange, španske desničarske politične stranke. Ustanovljena je bila v Madridu leta 1934, delovala pa je 43 let, do smrti generala Francisca Franca oziroma do popolnega razpada diktature. Glavna voditeljica organizacije je bila Pilar Primo de Rivera, sestra Joséja Antonia Primo de Rivera, ustanovitelja Španske falange. Zaradi zavezništva s katoliško cerkvijo si je Sección Femenina kot simbolno podobo lepega in vzornega vedenja izbrala Izabelo I. Kastiljsko  in Terezijo Avilsko.

## Cilji in naloge
Organizacija je delovala na različnih področjih, kot so zdravstvena pomoč, skrb za bolne in ranjene ter socialno varstvo družin v stiski. Poleg tega je pomagala preprečevati lakoto z zbiranjem dobrodelnih prispevkov in omogočala šolanje tistim, ki si ga niso mogli privoščiti. Glavna naloga je bila kazati zgled popolne družine, ki živi po načelih katoliške cerkve. Oče je bil glava družine, žena pa ubogljiva in marljiva gospodinja, katere glavna naloga je bila skrb za moža in otroke. 
Kmalu po vojni so članice organizacije želele spremeniti vlogo ženske, zato so svoje delovanje razširile, tako da so med drugim obsegale kulturo, šport, social, področje osebnostnega izpopolnjevanja, pravno svetovanje, tiskanje in reklamiranje takratnega političnega sistema itd. 
Prav tako so organizirale izobraževalne centre, v katerih so poučevale vsebine, kot so Španska falanga, družinska pedagogika, znanosti in vede o domačih opravilih, ročnih delih itd. Vsa področja so bila zajeta v naslednjih predmetih:
- verski pouk,
- politično izobraževanje,
- poučevanje domačih opravil,
- glasba,
- šport.[2]

Že pred časom Francisca Franca so koncepti in vsebine izobraževanja te organizacije temeljili na enakih načelih, vendar so se ta zaostrila, ko se je v državi uveljavil strog diktatorski režim. Franco je zahteval, da se mora vsako dekle že od majhnih nog dalje pripravljati, da bo lahko opravljala vsa domača opravila. Zaradi te zahteve so članice organizacije pripravile 6-mesečno izobraževanje, v času katerega so bile mlade Španke razdeljene v tri skupine:
- Margaritas (od 7 do 10 let),
- Flechas (od 11 do 13 let),
- Flechas Azules (od 14 do 17 let).[2]

Po 17. letu so morala dekleta obvezno opraviti "servicio social", izobraževanje, ki je bilo razdeljeno na tri področja: politiko, vero in praktično izobraževanje, ki žensko pripravi za opravljanje domačih opravil. Bilo je obvezno za samske ženske od 17. do 35. leta. V primeru, da je učenka živela v internatu, je izobraževanje trajalo tri mesece, v nasprotnem primeru pa šest.
Po letu 1960, v zadnjem obdobju diktature, so še vedno veljali enaki ideali in cilji, vendar so na žensko postopoma začeli gledati drugače. Dopuščali so ji več svobode in samoodločanja ter jo začeli dojemati kot nekoga, ki je zmožen lastnega osebnega razvoja.  
Primer delovnega dne v času tega izobraževanja: Zbujale so se ob pol osmih zjutraj, čemur je sledila obvezna udeležba pri polurni sveti maši. Sledila sta zajtrk in športna vzgoja, ki je vsak dan trajala eno uro, potem so imele čas za osebno higieno in pospravljanje svoje sobe. Urejenost sob je bila tudi strokovno ocenjena. Temu sta sledila izobraževanje in prosti čas. 
Članice organizacije Sección Femenina so svoje naloge opravljale prostovoljno in predstavljale ženske vrednote tistega časa, kot so predanost, odrekanje, ubogljivost, prilagodljivost in spoštovanje moža. V prenesenem smislu so bile kot neko blagodejno in čutno dopolnilo svojemu možu, ki se je pogumno boril v španski falangi.